# Kondangjaya (Cisata)
Kondangjaya is een bestuurslaag in het regentschap Pandeglang van de provincie Banten, Indonesië. Kondangjaya telt 2568 inwoners (volkstelling 2010).